# Guampa

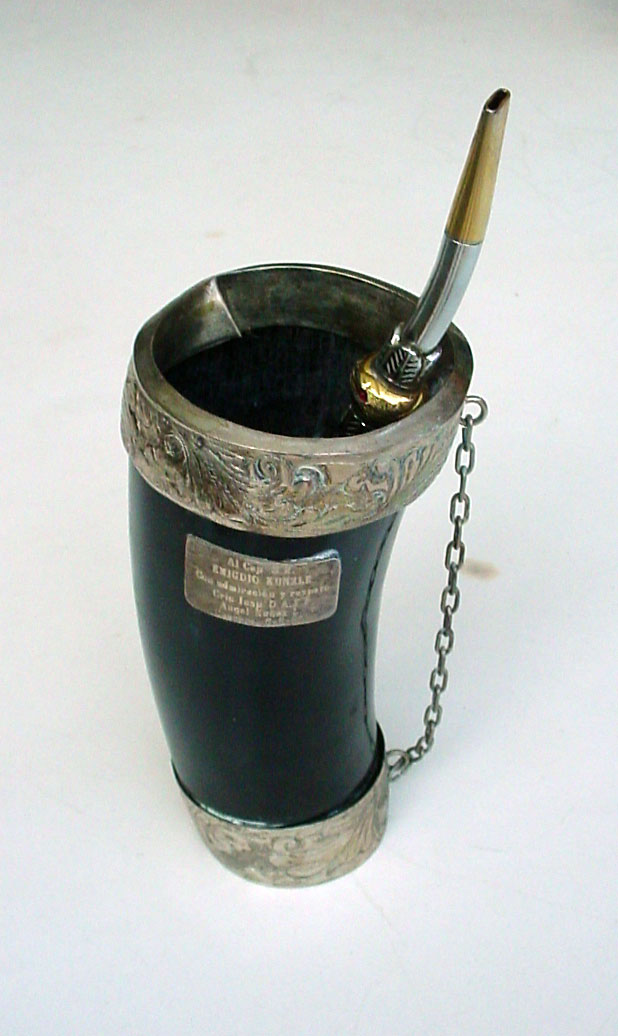
Guampa z bombillą

Guampa – niewielkie naczynie do picia naparu z yerba mate, tradycyjnie wykonane z algarrobo lub palo santo, uznawanego za święte („święty pień”). Używana jest w indiańskim rytuale spożywania yerba mate, przypominającym ceremonie palenia fajki pokoju, w którym naczynie to odgrywa istotną rolę. W Słowniku portugalsko-polskim kolonisty polskiego w Brazylii z 1925 roku guampa została zdefiniowana jako „róg do picia”.